# História meteorológica do furacão Dean

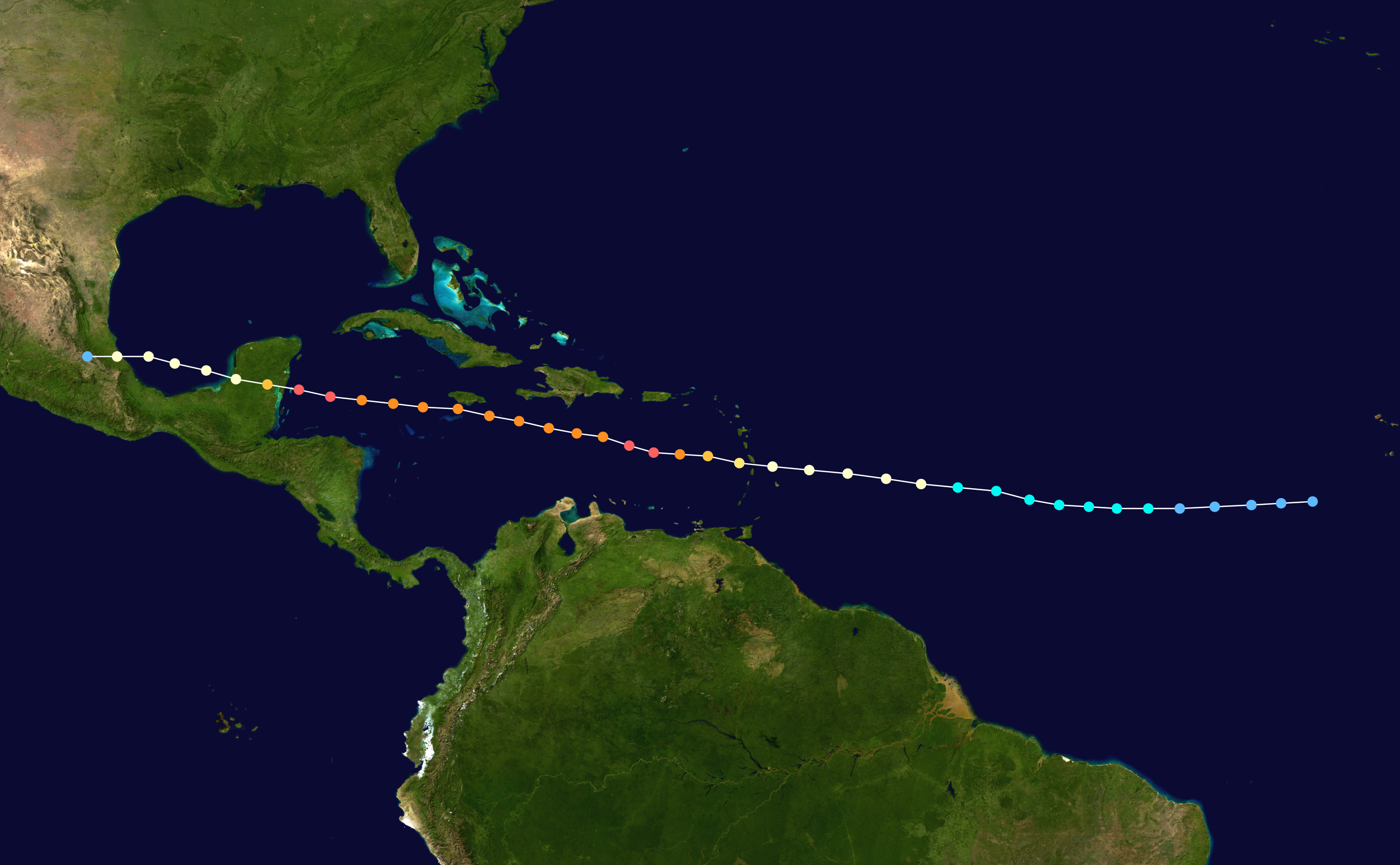
O caminho de Dean

A história meteorológica do furacão Dean começa na segunda semana de agosto de 2007 quando uma forte onda tropical deixou a costa ocidental da África para a bacia do Atlântico norte. Embora a onda tropical tenha experimentado fortes ventos de cisalhamento ao seu leste, ele rapidamente adentrou numa área com condições ambientais favoráveis para o desenvolvimento de ciclones tropicais e começou a se organizar. Na manhã de 13 de agosto, o Centro Nacional de Furacões reconheceu a organização do sistema e o classificou como depressão tropical Quatro enquanto ele estava a mais de 2400 km a leste das Pequenas Antilhas.
Uma crista profunda ao seu norte guiou Dean para oeste assim que ele movia-se rapidamente em direção ao Caribe e em águas mornas. Em 14 de agosto, a depressão fortaleceu-se e foi designado pelo NHC como tempestade tropical Dean. Em 16 de agosto, a tempestade fortaleceu-se ainda mais e tornou-se um furacão. O furacão Dean continuou a se intensificar assim que ele seguia seu rumo para oeste, passando pelas Pequenas Antilhas. Ele varreu a costa sul da Jamaica em 19 de agosto, como um furacão de categoria 4 na Escala de Furacões de Saffir-Simpson. Dean continuou a seguir seu rumo para oeste, indo em direção à Península de Iucatã, passando sobre águas mornas. As condições favoráveis da porção oeste do Mar do caribe permitiram Dean a se intensificar e alcançar, no dia seguinte, o nível máximo previsto pela escala de furacões de Saffir-Simpson, um furacão de categoria 5. Dean foi o nono ciclone tropical mais forte registrado na bacia do Atlântico norte.

## Formação

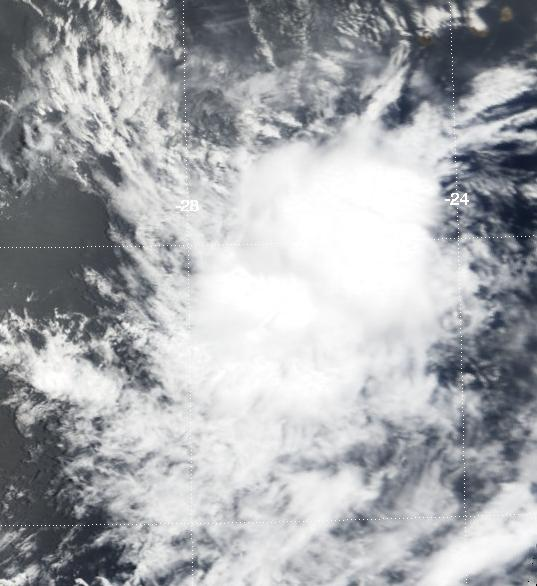
Imagem de satélite mostrando uma área de baixa pressão que posteriormente tornou-se o furacão Dean tirada às 12:45 UTC de 12 de agosto de 2007.

O furacão Dean como visto pelo satélite Terra às 14:00 UTC de 16 de agosto de 2007 aproximando-se das Pequenas Antilhas.

Em 11 de agosto de 2007, uma forte onda tropical afastou-se da costa ocidental da África produzindo tempestades desorganizadas. Ele encontrou condições favoráveis para se desenvolver gradualmente e em 12 de agosto, a onda fortaleceu-se e tornou-se uma área de baixa pressão. Ventos fortes de altos níveis orientais evitaram o desenvolvimento do sistema e preveniram que o mesmo se organizasse. Em 13 de agosto, a onda tropical organizou-se e, baseado em imagens de satélite nos canais visíveis e infravermelho, o NHC concluiu que a onda tinha se tornado a depressão tropical Quatro às 15:00 UTC, enquanto o sistema estava a 835 km a oeste-sudoeste de Cabo Verde.
A depressão já estava exibindo convecção de ar persistente, embora confinada a porção oeste da circulação de ar devido aos ventos de cisalhamento orientais. Foi esperado que a depressão se fortalecesse significativamente nos dias seguintes devido ao enfraquecimento dos ventos de cisalhamento e às águas mornas, que criaram condições ideais para que Dean se fortalecesse. Dean seguiu firmemente em rumo para oeste, ao sul de uma crista, que o dirigia para essa direção. Dean rapidamente movia-se para oeste, afastando-se dos ventos de cisalhamento orientais e movendo-se sobre águas mornas.
Baseado em imagens de satélite no canal microondas e nos dados do satélite QuikSCAT, a depressão foi designada Tempestade tropical Dean às 15:00 UTC em 14 de agosto. Naquela tarde, a sua convecção de ar diminuiu ligeiramente como parte de uma flutuação diurna, mas uma passagem de um satélite da NOAA, que tem instalado uma unidade avançada de medida por microondas, sugeriu que Dean estava se intensificando.  O sistema continuou a se fortalecer assim que a convecção de ar intensificou-se no seu centro na noite de 14 de agosto. Isto foi devido, provavelmente, a diminuição dos ventos de cisalhamento orientais. Jatos de ar seco e frio provenientes do norte retardaram o seu desenvolvimento estrutural, mas, todavia, bandas de tempestade ciclônicas irregulares começaram a se formar em 15 de agosto. No meio daquela manhã, pistas da formação de uma banda de tempestade que poderia denunciar a formação de um olho foram descobertas em imagens de satélite e a tempestade continuou a se fortalecer. Imagens de satélite no canal visível mostraram uma forte banda de tempestade curva envolvendo o centro de Dean no final daquele dia e imagens de satélite no canal de microondas sugeriram a formação de uma parede do olho parcial.
A intensificação continuou naquela noite e a tempestade foi designada furacão às 09:00 UTC de 16 de agosto. Uma forte crista profunda continuou a guiar Dean para oeste, em direção ao Mar do Caribe. Naquela mesma tarde, bandas convectivas e correntes de ar em fortalecimento intensificaram a força de Dean, que se tornou um furacão de categoria 2 na Escala de Furacões de Saffir-Simpson. O olho desapareceu brevemente naquela noite, possivelmente como parte de uma flutuação diurna, e um olho irregular retornou no começo da manhã de 17 de agosto. A presença de ar seco e fracos ventos de cisalhamento mostraram-se lentos, mas não enfraqueceram a tempestade.

## Mar do Caribe

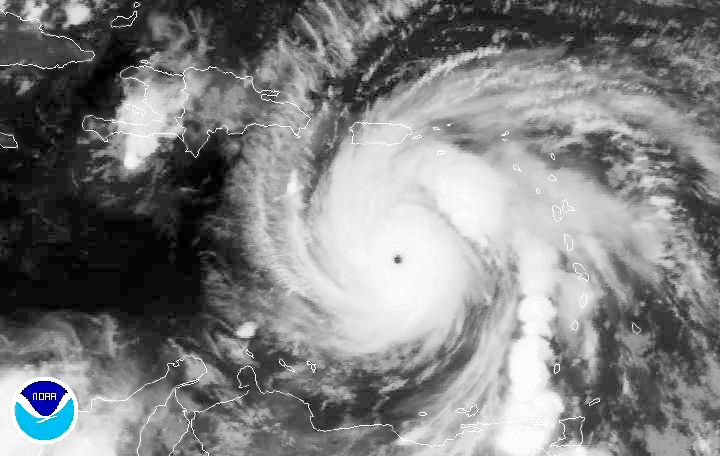
Imagens de satélite no canal infravermelho mostrando Dean em 18 de agosto de 2007 no Mar do Caribe.

O furacão Dean como visto do satélite Terra às 15:25 UTC de 18 de agosto de 2007, ao sul da ilha de Hispaniola.

No final da manhã de 17 de agosto, um avião caçador de furacões descobriu uma parede do olho bem definida e fechada e as fortes bandas de tempestades criaram um padrão de nuvens mais bem definido em imagens de satélite. Dados do avião também indicaram que o furacão Dean tinha se fortalecido para um furacão de categoria 3 na Escala de furacões de Saffir-Simpson. Imagens de satélite tiradas na noite de 17 de agosto mostraram um olho destacado e bem definido também como numerosas bandas curvas de convecção de ar ciclônicas que continuavam sobre as Pequenas Antilhas. A baixa intensidade de ventos de cisalhamento e o aumento progressivo da temperatura da superfície do mar permitiram aos meteorologistas preverem a tendência contínua de fortalecimento do furacão. Naquela noite, outro avião caçador de furacões sobrevoou o furacão e descobriu que Dean fortalecera para um furacão de categoria 4 na Escala de furacões de Saffir-Simpson. Outro avião caçador de furacões confirmou as estimativas feitas com base na técnica de Dvorak que mostraram que o furacão tinha se fortalecido firmemente durante a noite. Os dados do avião também mostraram que o raio de ventos máximos se expandiu em todos os quadrantes assim que a tempestade se intensificava e ficava maior. Às 08:00 UTC de 18 de agosto, a bóia meteorológica 42059, da NOAA, foi diretamente atingido pelo furacão Dean e registrou ondas de até 10 metros em altura. No mesmo dia, outro avião caçador de furacões registrou a presença de uma parede do olho dupla, indicando um ciclo de substituição da parede do olho e que causou pequenas flutuações térmicas na intensidade. Naquela tarde, Dean tinha várias bandas de tempestade em espiral e suas correntes de ar continuaram a melhorar, o que causava uma forte impressão em imagens de satélite. O furacão Dean enfraqueceu-se muito ligeiramente na manhã de 19 de agosto e experimentou pequenas variações em sua trajetória para oeste assim que ele terminava o ciclo de substituição da parede do olho.

## O pico de intensidade e o momento em que Dean atinge a costa
| Posição                                 | Furacão     | Temporada | Pressão Mín.   |
| --------------------------------------- | ----------- | --------- | -------------- |
| 1                                       | Wilma       | 2005      | 882 mbar (hPa) |
| 2                                       | Gilbert     | 1988      | 888 mbar (hPa) |
| 3                                       | "Labor Day" | 1935      | 892 mbar (hPa) |
| 4                                       | Rita        | 2005      | 895 mbar (hPa) |
| 5                                       | Allen       | 1980      | 899 mbar (hPa) |
| 6                                       | Katrina     | 2005      | 902 mbar (hPa) |
| 7                                       | Camille     | 1969      | 905 mbar (hPa) |
| 7                                       | Mitch       | 1998      | 905 mbar (hPa) |
| 7                                       | Dean        | 2007      | 905 mbar (hPa) |
| 10                                      | Ivan        | 2004      | 910 mbar (hPa) |
| Fonte: Departamento de comércio dos EUA |             |           |                |

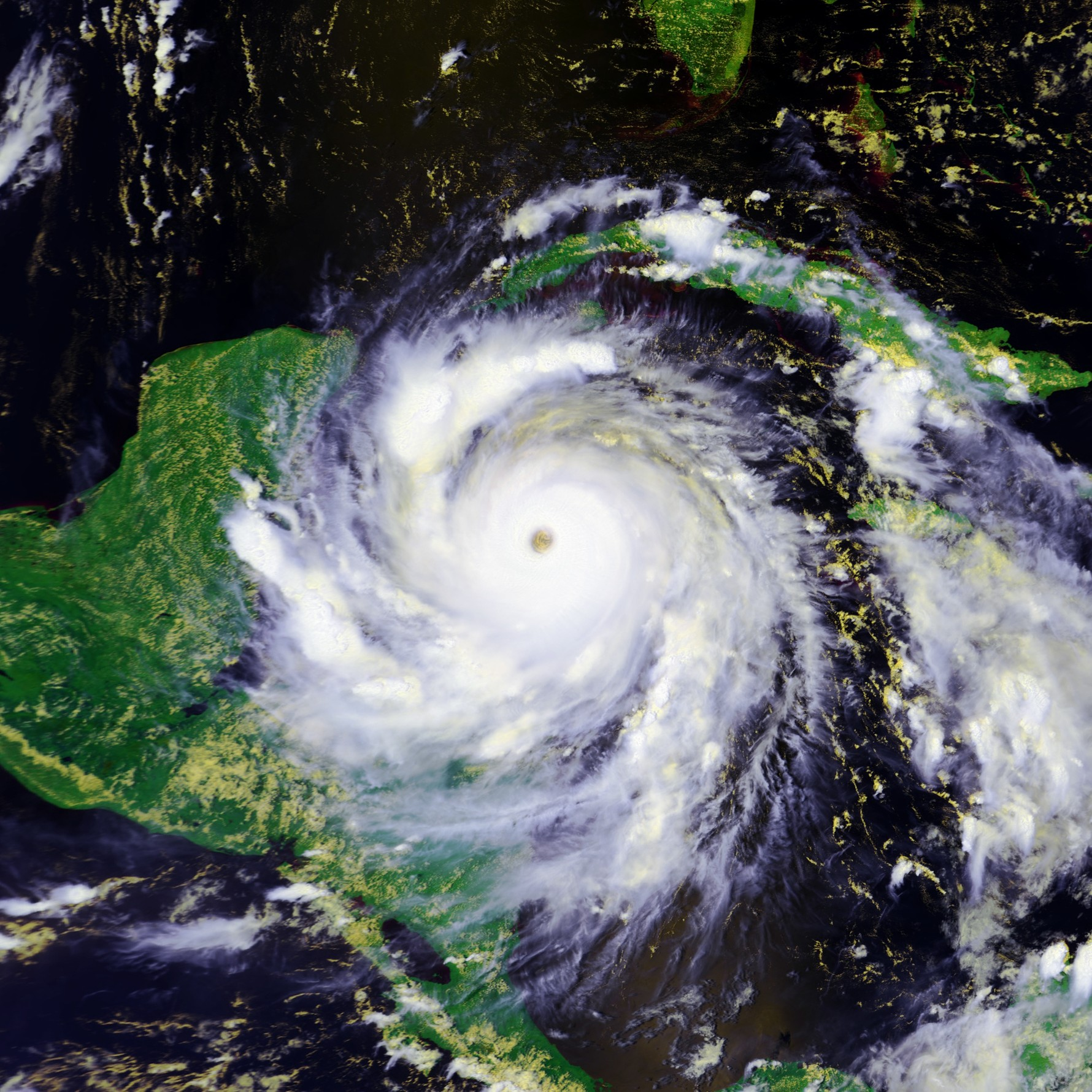
O furacão Dean como um furacão de categoria 4 às 18:41 UTC, 14 horas antes de Dean atingir a costa.

Assim que o furacão Dean passou ao sul da Jamaica na noite de 19 de agosto, seu olho começou a ficar ainda mais bem definido e a parte exterior da parede do olho começou a dominar o interior do furacão. O furacão começou a se intensificar novamente naquela noite e o seu olho estava rodeada por apenas uma parede de nuvens e estava se contraindo, mostrando que estava se intensificando e tinha completado seu ciclo de substituição da parede do olho. Às 01:00 UTC de 20 de agosto, o olho do furacão passou a 190 km a sul da bóia meteorológica 42056, que registrou ondas de até 11 metros em altura. Uma outra parede do olho foi brevemente observada novamente na manhã de 20 de agosto, mas ele não perdurou. Com fracos ventos de cisalhamento, o furacão moveu-se sobre águas com altas taxas de energia calorífica e ele exibia um padrão clássico de correntes de ar da alta troposfera. A área de baixa pressão profunda sobre o sudeste dos Estados Unidos continuou a manter Dean numa trajetória para oeste, em direção à Península de Iucatã. A parede do olho ficou ainda mais bem definido durante o dia e o topo das nuvens estavam extremamente frias, algo em torno de -80°C, o que significava uma tendência de fortalecimento da tempestade. Naquela tarde, um aviãocaçador de furacões registrou que a pressão mínima central estava caindo e que os ventos constantes estavam em 270 km/h, fazendo ele um furacão de categoria 5 na Escala de furacões de Saffir-Simpson a menos de 335 km da costa. Embora muito de suas bandas de convecção de ar já estivessem sobre a Península de Iucatã, o furacão Dean continuou a se intensificar até o momento em que o olho do furacão alcançou a costa.
Outro avião caçador de furacões alcançou o furacão pouco antes de Dean atingir a costa e por lá despejou várias pequenas sondas. Baseado em dados de uma pequena sonda que estava na porção norte da parede do olho, o NHC estimou ventos constantes de 270 km/h na superfície, fazendo Dean o primeiro furacão de categoria 5 a atingir a costa desde o furacão Andrew em 1992. Outra pequena sonda, esta localizada no interior do olho, registrou uma pressão atmosférica de 906 mbar, fazendo Dean o nono furacão mais intenso já registrado na bacia do Atlântico norte. O olho do furacão Dean atingiu uma área costeira com pouca densidade populacional, numa região conhecida como costa maia, em Quintana Roo, México, às 09:00 UTC de 21 de agosto e trouxe com ele uma maré de tempestade com 3,5 a 5,5 metros de altura. O contato do olho do furacão com a terra causou o enfraquecimento de Dean, como era de esperado; o olho desfez-se e o topo das nuvens esquentou. Quando Dean emergiu na Baía de Campeche, Golfo do México, ele se enfraqueceu para um furacão de categoria 1.

## Golfo do México
O furacão Dean emergiu na Baía de Campeche, México, pouco depois das 10:00 UTC como um furacão de categoria 1. Acreditava-se que com a interação de Dean com a terra, seu núcleo se manteria intacto, com convecção profunda persistindo perto de seu centro. e como um olho irregular rapidamente reapareceu sobre as águas quentes da baía, os meteorologistas previram que Dean poderia alcançar a força de um furacão de categoria 3 antes de atingir novamente a costa. No entanto, aviões caçadores de furacões descobriram, em 22 de agosto que o núcleo de Dean entrou em colapso quando entrou em contato com a Península de Iucatã. Com base nisto, os meteorologistas reduziram suas estimativas. No final daquela manhã, o raio máximo de ventos fortes se contraiu e os ventos máximos sustentados ficaram mais fortes assim que Dean fortaleceu-se para um furacão de categoria 2. Porém, o furacão já estava muito perto da costa para um maior desenvolvimento. O furacão Dean atingiu pela segunda vez a costa mexicana às 16:00 de 22 de agosto perto de Tecolutla, Veracruz, México, logo a leste de Gutiérrez Zamora e cerca de 65 km a sul-sudeste de Tuxpan. Mesmo sobre terra, Dean gerou convecção profunda por algum tempo, antes de se deteriorar ao longo de seu curso para oeste, em direção às montanhas do México central. Dean rapidamente se enfraqueceu, perdendo sua circulação de ar de superfície em poucas horas e sua circulação de ar de níveis médios no dia seguinte. Seus remanescentes passaram sobre as montanhas e alcançaram o Oceano Pacífico como uma grande área de baixa pressão.